# Ернесто Вокер
Ернесто Вокер (ісп. Ernesto Walker; нар. 9 лютого 1999, Панама) — панамський футболіст, півзахисник клубу «Індепендієнте де ла Чоррера».
Виступав, зокрема, за клуб «Індепендієнте де ла Чоррера», а також національну збірну Панами.

## Клубна кар'єра
У дорослому футболі дебютував 2017 року виступами за команду клубу «Індепендієнте де ла Чоррера», кольори якої захищає й донині.

## Виступи за збірні
З 2018 року залучається до складу молодіжної збірної Панами. На молодіжному рівні зіграв у 6 офіційних матчах.
У 2019 році дебютував в офіційних матчах у складі національної збірної Панами.
| Дата      | Місто    | Господарі | Результат | Гості  | Турнір           | Голи | Примітки |
| --------- | -------- | --------- | --------- | ------ | ---------------- | ---- | -------- |
| 28-1-2019 | Глендейл | США       | 3 – 0     | Панама | товариський матч | -    | 71'      |
| Усього    |          | Матчів    | 1         |        | Голів            | 0    |          |